# 志摩紫光
志摩 紫光（しま しこう）は、日本の男性AV監督、緊縛師。志摩プランニング代表取締役。

## 経歴
東京都の貧しい家庭に生まれる。中学生の時に古本屋で見つけたSM雑誌『奇譚クラブ』に、「頭のてっぺんからドーンと電流が流れたようなショック」を受ける。以来、SMを独学で探求、高校2年のときに好きだった女の子を縛ったのを皮切りに、さまざまな女性遍歴を経て、独自の女体調教理論を確立する。
大学を卒業後、新聞社の政治経済部の記者として活動。その傍ら、斬界の雑誌に投稿、寄稿し、独自に獲得した女性の調教を続ける。大共社の刊行する『スペシャリーS&M』の創刊に携わり、以来、編集長を勤めながら、斯界の写真誌を毎月制作・刊行。廃刊後、『S&Mスペキュラム』『愉芽倶楽部』を刊行し、その後、ビデオ制作に移行。
2002年12月、ソフト・オン・デマンドグループに参入し、精力的に作品を制作している。

## スタイル
みずからの表現方法をSMではなくBD(ビンディング・ディシプリン）と称し、他のSM系専門アダルトビデオメーカーとは一線を画した作品作り、調教を施している。奴隷との徹底した信頼関係と徹底した責めを究極愛と名づけた。なおAV制作のみならず、SM雑誌などでの連載も多い。
これまで調教した女性は約4.000人。志摩の作品に出演する女性たちは、「志摩ガール」と呼ばれる。いずれも志摩自身が口説いて出演交渉をしている。恋人同士の関係を1度築くのが基本だという。彼は「SM」という言葉が好きではない語っている。その理由を以下の様に述べている。
「サディズム、マゾヒズム、両方とも精神の病名でしょ。最終的に相手を責め殺す瞬間にエクスタシーを感じる。Mはその逆で、結局、死に至るんです。僕らはそんな世界をやってるわけじゃない。言ってみればDBの世界ですね。Bはビンディング（拘束）。愛情で相手を占有するという意味での拘束です。Dはディシプリン。懲罰という意味です。刑罰ではない。親が叱るとか先生が叱るとか、おまえのしたことは誤ってることなんだよと、諭し、正して、本来あるべき姿に戻すことが懲罰でしょ。SMという精神異常の世界とは違うことを僕はやってきたつもりです。それは作品にしても同じで、相手をどこまで責め苛めるかではなくて、愛情関係があればここまで女の子はできるんだよという、その姿を通して訴えているに過ぎないんです」—志摩紫光、VOBO

## 主な活動
大阪よみうりテレビの深夜番組「11PM」に出演。また、数々の映画、テレビドラマの演出を手がけている。これまでに武智鉄二監督の映画「白日夢2」を演出、江戸川乱歩原作、土曜ワイド劇場（天知茂　主演）のSMシーン等、映画・テレビの演出に携わる。にっかつ映画「伊集院　剛」監督作品を制作、演出、出演する。ジョイパックフィルムの映画「キング・オブ・SM」を監督、演出、出演。
三和出版の月刊誌『マニア倶楽部』の創刊より参画、「志摩紫光調教シリーズ」を連載。ミリオン出版の月刊誌『SMスピリッツ』『S&Mスナイパー』の「野外調教シリーズ」を連載。笠倉出版社刊行の「レズビアン&マゾヒズム」連載。『スポーツニッポン』『日刊スポーツ』『サンケイスポーツ』各1～2年、連載。志摩紫光写真集を笠倉出版、三和出版、英和出版、ミリオン出版、ワイレア出版、明文社各社より刊行。30誌に及ぶ。同好の士の集まる広場としてのサロン「愉女倶楽部」を主宰。